# Allan Franck
Allan Gunthard Franck (Viipuri, Carèlia, 17 de setembre de 1888 - Emäsalo, Porvoo, Uusimaa de l'Est, 28 de maig de 1953) va ser un regatista finlandès que va competir a començaments del segle xx.
El 1912 va prendre part en els Jocs Olímpics d'Estocolm, on va guanyar la medalla de plata en la categoria de 10 metres del programa de vela. Franck navegà a bord del Nina junt a Waldemar Björkstén, Jacob Björnström, Bror Brenner, Erik Lindh, Adolf Pekkalainen i Harry Wahl.